# Ferenc Jongejan
Ferenc Peter Jongejan (Hoorn, 20 oktober 1978) is een Nederlands voormalig honkballer.

## Biografie
Jongejan begon vijf jaar oud met honkbal bij de vereniging Urbanus in Hoorn waar zijn oudere broer ook al speelde. In 1990 verhuisde hij met zijn ouders naar Utrecht en ging spelen bij UVV. Hij deed met Jong Oranje tweemaal mee aan de Wereldkampioenschappen onder de 19 jaar, in 1994 in Amerika en in 1995 in Cuba. In 1998 ging hij in de hoofdklasse spelen bij de Twins Sporting Club in Oosterhout en daarna verhuisde hij naar de Hoofddorp Pioniers. In 2000 deed hij met het Nederlands honkbalteam mee aan de Olympische Spelen in Sydney. Hier werd hij gescout door de Chicago Cubs en tekende hij een contract bij deze club. Hij speelde tot 2004 voor deze organisatie waarvoor hij tot het Triple A-niveau kwam. In 2003 deed hij mee aan de Spring Training van de hoofdmacht. In 2003 deed Jongejan mee met het Nederlands team aan de wereldkampioenschappen te Taiwan en in 2004 nam hij deel aan de Olympische Spelen van Athene.
In het Nederlands team werd de werper vooral opgesteld als "closer", dus ingezet aan het einde van een wedstrijd. In 2004 werd hij, mede door een slepende schouderblessure, ontslagen bij de Cubs en keerde hij terug naar Nederland en ging hij spelen voor Neptunus. In 2007 keerde hij terug naar UVV, waarvoor hij niet meer op het hoogste niveau uitkwam. maar in de tweede klasse speelde als eerste honkman. Jongejan werkt als pitching instructor en is betrokken bij de talentontwikkelingstrajecten van de KNBSB. In 2005 heeft hij samen met Martijn Nijhoff een van de zes honkbalscholen van Nederland Bixie Baseball opgericht.
Sharnol Adriana · 
Johnny Balentina · 
Patrick Beljaards · 
Ken Brauckmiller · 
Rob Cordemans · 
Jeffrey Cranston · 
Michaël Crouwel · 
Radhames Dijkhoff · 
Robert Eenhoorn · 
Rikkert Faneyte · 
Evert-Jan 't Hoen · 
Chairon Isenia · 
Percy Isenia · 
Eelco Jansen · 
Ferenc Jongejan · 
Dirk van 't Klooster · 
Patrick de Lange · 
Raily Legito · 
Jurriaan Lobbezoo · 
Remy Maduro · 
Hensley Meulens · 
Ralph Milliard · 
Erik Remmerswaal · 
Orlando Stewart
Sharnol Adriana · 
Wladimir Balentien · 
Johnny Balentina · 
Patrick Beljaards · 
Maikel Benner · 
Yurendell de Caster · 
Ivanon Coffie · 
Rob Cordemans · 
Robin van Doornspeek · 
Dave Draijer · 
Evert-Jan 't Hoen · 
Chairon Isenia · 
Eelco Jansen · 
Sidney de Jong · 
Ferenc Jongejan · 
Eugene Kingsale · 
Dirk van 't Klooster · 
Patrick de Lange · 
Raily Legito · 
Calvin Maduro · 
Diego Markwell · 
Ralph Milliard · 
Harvey Monte · 
Alexander Smit